# Sainte-Gemmes-le-Robert

Sainte-Gemmes-le-Robert este o comună în departamentul Mayenne, Franța. În 2009 avea o populație de 850 de locuitori.